# Zamek w Gieranonach

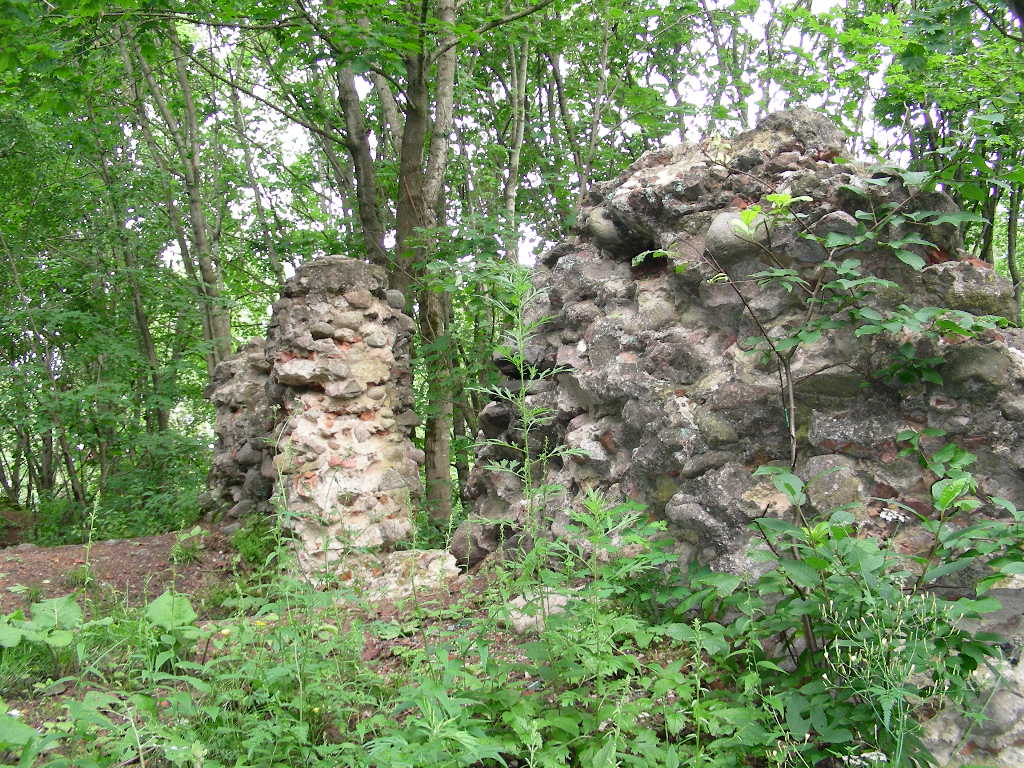
Ruiny zamku (2007)

Zamek w Gieranonach – ruiny zamku w pobliżu wsi Gieranony w rejonie iwiejskim, w obwodzie grodzieńskim na Białorusi.
Zamek zbudowany był z polecenia wojewody wileńskiego Olbrachta Gasztołda i miał niewielkie rozmiary – 27×27 m. Początkowo murowane były tylko ściany o grubości 1,4m i narożne, ośmiometrowe. Następnie, na miejscu drewnianego pałacu, do jednej ze ścian zamku dobudowano murowany, piętrowy pałac.
Niewielki zamek otoczony był potężnym wałem ziemnym z trzema narożnymi wieżami (rondlami) i jedną wieżą bramną. Rondle od strony zewnętrznej posiadały ściany o grubości 2 m, zaś od strony zamku były otwarte. Wał ziemny miał szerokość 10–15 m, od wewnątrz był umocniony ścianą o wys. 4,5 m i szer. 1,25 m. Nieco później ściana ta została dodatkowo wzmocniona przyporami-byczkami.
Zamek był jedną z pierwszych w Wielkim Księstwie Litewskim prób wznoszenia fortyfikacji w warunkach zastosowania broni palnej. Uważa się, że posiadał prototyp bastionu.
Budowla użytkowana była do śmierci Barbary Radziwiłłówny w 1551 roku, potem stopniowo popadała w ruinę, została częściowo zniszczona w czasie wojny z Moskwą toczonej w latach 1654–1661. W XVII w. opisywano ją jako zniszczoną, pozbawioną dachu. Nieużytkowanie zamku mogło być związane zarówno z faktem, że Gieranony jako królewszczyzna były oddawane w dzierżawę, jak również z tym, że wzniesiony przez Olbrachta Gasztołda zamek w późniejszych czasach stał się przestarzały i nie spełniał już funkcji obronnych. Według Aftanazego na potrzeby administracji dóbr wzniesiono obok zamku mniejszy budynek. W r. 1740 ruiny zamku zostały częściowo rozebrane. 
W inwentarzu kościoła Św. Mikołaja z r. 1784 zamek opisywany jest następująco: „w rozwalinach mury, mający około wały kwadratowe usypane na łokci 20 in circuitu, którego pierwsza fosa głębiny jeszcze po niektórych miejscach na 6 łokci. Sam zamek mający niegdyś 4 wysokie baszty po rogach, jedną salę i trzy pokoje oraz sklepy na 2 kondygnacje”.
Mury zamku na początku w. XIX dochodziły do wysokości pierwszego piętra, zostały rozebrane w 1. ćw. w. XIX na materiał do różnych budowli gospodarskich w sąsiednich dobrach Lipniszki.

## Chronologia
- 1519–1529[1] – na polecenie wojewody wileńskiego Olbrachta Gasztołda wzniesiono murowany zamek
- koniec XVI w. – do jednej ze ścian dobudowano murowany pałac
- 18 maja 1537 – na zamku odbył się ślub Stanisława Gasztołda, syna Olbrachta, z Barbarą Radziwiłłówną
- 1542 – zamek przeszedł na własność Zygmunta I Starego, jednak Barbara Radziwiłłówna miała prawo w nim mieszkać jako wdowa po zmarłym właścicielu
- od 1588 – zamkiem władali Sapiehowie
- od 1643 – zamkiem władali Kiszkowie
- 1654–1661 – zniszczony przez wojska moskiewskie
- 1700–1721 – ostatecznie popada w ruinę
- 1740 – częściowo rozebrany
- 1 ćw. ХІХ w. – rozebrany na cegłę